# Jaguar (Schiff, 1939)
HMS Jaguar (F34) war ein britischer Zerstörer der J-Klasse. Er wurde im Zweiten Weltkrieg mit den Battle Honours Dunkirk 1940, Atlantic 1940, Spartivento 1940, Matapan 1941, Crete 1941, Mediterranean 1941, Libya 1941–42 und Malta Convoys 1942 ausgezeichnet.
Der Zerstörer wurde am 26. März 1942 nordöstlich von Sollum von U 652 mit zwei Torpedos getroffen und sank sofort auf der Position 31° 53′ N, 26° 18′ O. 193 Besatzungsmitglieder starben beim Untergang; 53 Schiffbrüchige konnte der U-Boot-Jäger Klo, ein ehemaliger norwegischer Walfänger, retten.

## Geschichte
Die Jaguar wurde am 25. November 1937 bei William Denny and Brothers in Dumbarton auf Kiel gelegt, am 22. November 1938 vom Stapel gelassen und am 12. September 1939 als achtes Schiff der J-Klasse in Dienst gestellt. Der Zerstörer war das erste Schiff der Royal Navy, das nach der amerikanischen Großkatze benannt wurde.

### Einsätze
Der Zerstörer war das einzige Schiff der J-Klasse, das bei Ausbruch des Zweiten Weltkriegs noch nicht in Dienst gestellt worden war. Nach der Indienststellung wurde die Jaguar der „7. Zerstörerflottille“ der Home Fleet zugeteilt, die zur sogenannten Humber Force gehörte. Sie führte von der Basis Grimsby aus Patrouillenfahrten in der Nordsee und der Straße von Dover durch. Am 11. Oktober 1939 lief sie dabei im Firth of Forth auf Grund und beschädigte sich Wellen und Propeller. Die notwendigen Reparaturen wurden in Leith durchgeführt. Anfang November 1939 war der Zerstörer wieder einsatzbereit. Von Mitte März bis Anfang Mai 1940 fiel das Schiff erneut durch einen Werftaufenthalt in Dundee aus.
Vom 26. bis 29. Mai 1940 wurde die Jaguar bei der Evakuierung alliierter Truppen aus Dünkirchen (Operation Dynamo) eingesetzt. Dabei wurde sie schon am 29. Mai auf dem Rückweg nach Dover durch deutsche Luftangriffe beschädigt. Die Reparaturen in Immingham zogen sich bis Mitte Juni hin.
Am 11. Oktober 1940 liefen die Jaguar und ihre Schwesterschiffe Javelin, Jupiter, Kelvin, Kipling, Jackal und Kashmir aus Plymouth aus, um das Schlachtschiff Revenge bei der Beschießung des im Juli von deutschen Truppen besetzten französischen Hafens Cherbourg zu unterstützen.
Am 20. Oktober patrouillierte die Jaguar zusammen mit der Kashmir, der Broke und dem polnischen Zerstörer Błyskawica im Ärmelkanal. Dabei wurden vier deutsche Zerstörer gesichtet. Bei der Annäherung der Alliierten drehten die Deutschen ab und kehrten zu ihrer Basis Brest zurück. Die Verfolgung blieb erfolglos.
Am 15. November eskortierte sie zusammen mit der Kelvin die Leichten Kreuzer Manchester und Southampton nach Gibraltar, wo sie sich am 21. November der Force H anschloss. In der Folgewoche leistete sie Begleitdienste für größere Kampfschiffe im Raum zwischen Gibraltar und Sizilien.
Am 27. November wurde sie zusammen mit der Kelvin als Schutz für den Flugzeugträger Ark Royal abgestellt, die Kampfgruppe konnte aber nicht mehr in die Seeschlacht bei Kap Teulada (Spartivento) eingreifen. Für den Rest des Jahres operierte sie weiterhin von Gibraltar aus.
Am 1. Januar 1942 kaperte die Royal Navy einen französischen Konvoi mit dem Passagierdampfer Chantilly (9986 BRT), dem Tanker Octane (2034 BRT), den Frachtern Suroit (2318 BRT) und Sally Maersk (3252 BRT) und einem bewaffneten Trawler als Eskorte vor Oran, nachdem er zuvor unbehelligt die Straße von Gibraltar passiert hatte. Zum Einsatz kamen der Leichte Kreuzer Bonaventure sowie die Zerstörer Jaguar, Duncan, Foxhound, Hero und Firedrake. Jaguar und Duncan feuerten eine Maschinengewehr-Salve auf die Chantilly, auf der ein Mann und ein Kind starben und weitere vier Personen verwundet wurden.

Ab dem 6. Januar sicherte Jaguar mit der Bonaventure und den Zerstörern Hereward, Hero und Hasty den aus Gibraltar auslaufenden Konvoi Excess mit dem Motorschiff Essex (11.063 BRT) mit 4000 tn. l. Munition, 3000 tn. l. Saatkartoffeln und zwölf Hurricane-Jägern für Malta sowie drei Frachtern für Piräus. Aus der Ägäis kam die „Force B“ mit den Leichten Kreuzern Gloucester und Southampton, die 500 Soldaten für Malta an Bord hatten, sowie den Zerstörern Ilex und Janus entgegen. Die Force H begleitete den Konvoi bis zum 9. Januar fast bis zur Straße von Sizilien, wo der erste Angriff der Italienischen Luftwaffe erfolgte. Die Sicherungskräfte liefen weiter ins östliche Mittelmeer, verstärkt durch die Force B, die nach der Anlandung der eingeschifften Soldaten Malta mit Westkurs wieder verlassen hatte. Am 10. Januar griffen die italienischen Torpedoboote Vega und Circe der Spica-Klasse den Geleitzug südlich Pantelleria mit Torpedos an, wurden aber abgewehrt, wobei die Vega versenkt wurde. Südlich von Malta traf der Konvoi auf die Mediterranean Fleet, die von der italienischen und der deutschen Luftwaffe intensiv angegriffen wurde. Der Flugzeugträger Illustrious wurde so schwer beschädigt, dass er Malta anlaufen musste. Am 11. Januar wurden bei weiteren Luftangriffen von Ju-87-Stukas der II./StG.2 die Gloucester von einem Blindgänger getroffen und die Southampton so schwer beschädigt, dass sie am Abend aufgegeben werden musste und vom Kreuzer Orion versenkt wurde. Jaguar lief mit Orion und Bonaventure am 14. zur Suda-Bucht (Kreta) und von dort in einem größeren Verband der Mittelmeerflotte bis zum 15. nach Alexandria.

Dort wurde der Zerstörer der „14. Zerstörerflottille“ zugeteilt. Im Februar wurde der Zerstörer zusammen mit der Dainty in die Bucht von Souda an der Nordwestküste Kretas verlegt und dem britischen Verband in der Ägäis unterstellt, zu dem noch die schweren Kreuzer York und Bonaventure sowie die Zerstörer Jervis, Janus und Mohawk gehörten. Am 27. Februar war Jaguar mit Bonaventure und Decoy, Hasty und Hero am Rückzug von der misslungenen Operation Abstention (Invasion der damals italienisch verwalteten Insel Kastelorizo) beteiligt. Sie wurde vom italienischen Zerstörer Francesco Crispi mit Torpedos angegriffen, die sie verfehlten. Die Jaguar nahm den Gegner mit ihrer Artillerie unter Feuer. Ein leichter Treffer setzte jedoch ihren Scheinwerfer außer Gefecht, so dass ein präzises Feuer nicht mehr möglich war. Sie brach das Gefecht ab und kehrte am 28. Februar nach Alexandria zurück.
Im März eskortierte die Jaguar Konvois in und aus griechischen Häfen und nahm am 28. März an der Seeschlacht bei Kap Matapan teil. Von April bis Ende Mai operierte sie von Alexandria aus, eskortierte größere Kampfschiffe und unterstützte die Versorgung und dann die Evakuierung der alliierten Truppen auf Kreta.
Im Juni wurde sie zur „10. Zerstörerflottille“ abgestellt und deckte im Rahmen der Operation Exporter Landungsoperationen in Syrien. Von August bis Dezember war die Jaguar mit dem Schutz der Versorgungskonvois zwischen Alexandria und Tobruk beschäftigt.
Am 9. Dezember wurde die Jaguar zur Force K auf Malta versetzt, um Konvois der Achsenmächte nach Nordafrika abzufangen. Am 18. Dezember lief sie aus Malta aus, um den Zerstörer Kandahar zu unterstützen, der vor Tripolis auf eine italienische Mine gelaufen war. Da es sich aufgrund der Wetterbedingungen als unmöglich erwies, längsseits zu gehen, barg sie 174 Überlebende der Kandahar, die über Bord gesprungen waren, und versenkte den beschädigten Zerstörer mit einem Torpedo.

### Das Ende derJaguar
Der Zerstörer begleitete am 26. März 1942 zusammen mit dem griechischen Zerstörer Vasilissa Olga den Tanker RFA Slavol nach Tobruk, als U 652 nordöstlich von Sollum den Verband angriff und den Tanker torpedierte. Als die Jaguar von dem brennenden Tanker noch Überlebende retten wollte, wurde auch sie von zwei Torpedos des deutschen U-Boots getroffen und sank sofort. 193 Besatzungsmitglieder starben beim Untergang. Der zur Hilfe gekommene ehemalige Walfänger Klo konnte noch 53 Schiffbrüchige retten.

## Bewaffnung
Die Bewaffnung bestand aus sechs 120-mm-Kanonen in Doppellafetten Mk XII zum Einsatz gegen See- und Luftziele (zwei Türme vor der Brücke, der hintere in überhöhter Position; eine Lafette auf einer Plattform hinten). Als Flakbewaffnung besaß der Zerstörer ein 2-Pfünder-Vierlingsgeschütz Mk VIII auf einer Plattform hinter dem Schornstein sowie zwei Vierlings-0,5-inch-(12,7-mm)-Fla-MGs. Zehn Torpedorohre in zwei Sätzen von je fünf Rohren und 20 Wasserbomben komplettierten die Bewaffnung.
Die schlechte Verteidigungsfähigkeit der Klasse gegen Luftangriffe führte ab 1940 zum Austausch des hinteren Torpedorohr-Satzes gegen eine 102-mm-Mk.V-Flak. Später wurden auch die Vickers-FlaMGs durch vier einzelne Oerlikon-Maschinenkanonen ersetzt.